# 畠山基信
畠山 基信（はたけやま もとのぶ）は、戦国時代の人物。河内・紀伊・越中の守護である畠山尚順の子で、畠山稙長の弟。

## 生涯
基信は畠山稙長の弟で、中務少輔を名乗った。
「中務少輔」は畠山氏の分家で幕府直属の奉公衆の家の一つ・畠山中務少輔家が名乗る名で、中務少輔家は畠山一門において守護家に次ぐ地位に位置付けられるなどしていた。同家の畠山稙元（中務少輔、のち上野介）は一時畠山稙長と敵対する陣営に属し、それ以後、稙長ら畠山宗家との関わりは見えなくなっている。このことから、稙元の中務少輔家は畠山一門としての性格を失ったとみられ、畠山宗家がその官途を利用しようとした結果、基信が中務少輔を名乗ることになったと考えられる。
天文3年（1534年）1月、基信が大坂本願寺に入っており、これが基信の史料上の初見となる。基信の本願寺入寺は、兄・稙長が本願寺と結んだことによるものとされる。
同年8月、稙長の重臣である河内守護代・遊佐長教が木沢長政と共に畠山長経を擁立し、稙長は紀伊に在国することとなった。
天文11年（1542年）3月、木沢長政と細川晴元の対立に伴い、遊佐長教と稙長が和睦する。同月17日の太平寺の戦いで木沢長政は遊佐長教の軍勢に討たれ、基信は稙長と共に紀伊から河内へ入った。翌閏3月3日、基信は稙長や遊佐長教、丹下盛賢と共に、稙長の河内入国に対する祝儀を本願寺から送られた（『天文日記』）。
その後、稙長方の「畠山中務少輔」（基信）の名は、天文14年（1545年）12月まで確認できる。
基信の没後、畠山中務少輔家の家督は空席になっていたとみられ、永禄2年（1559年）の畠山高政の高屋城復帰に貢献したとして、湯河直光にその名跡が与えられた。